# Boží milosti

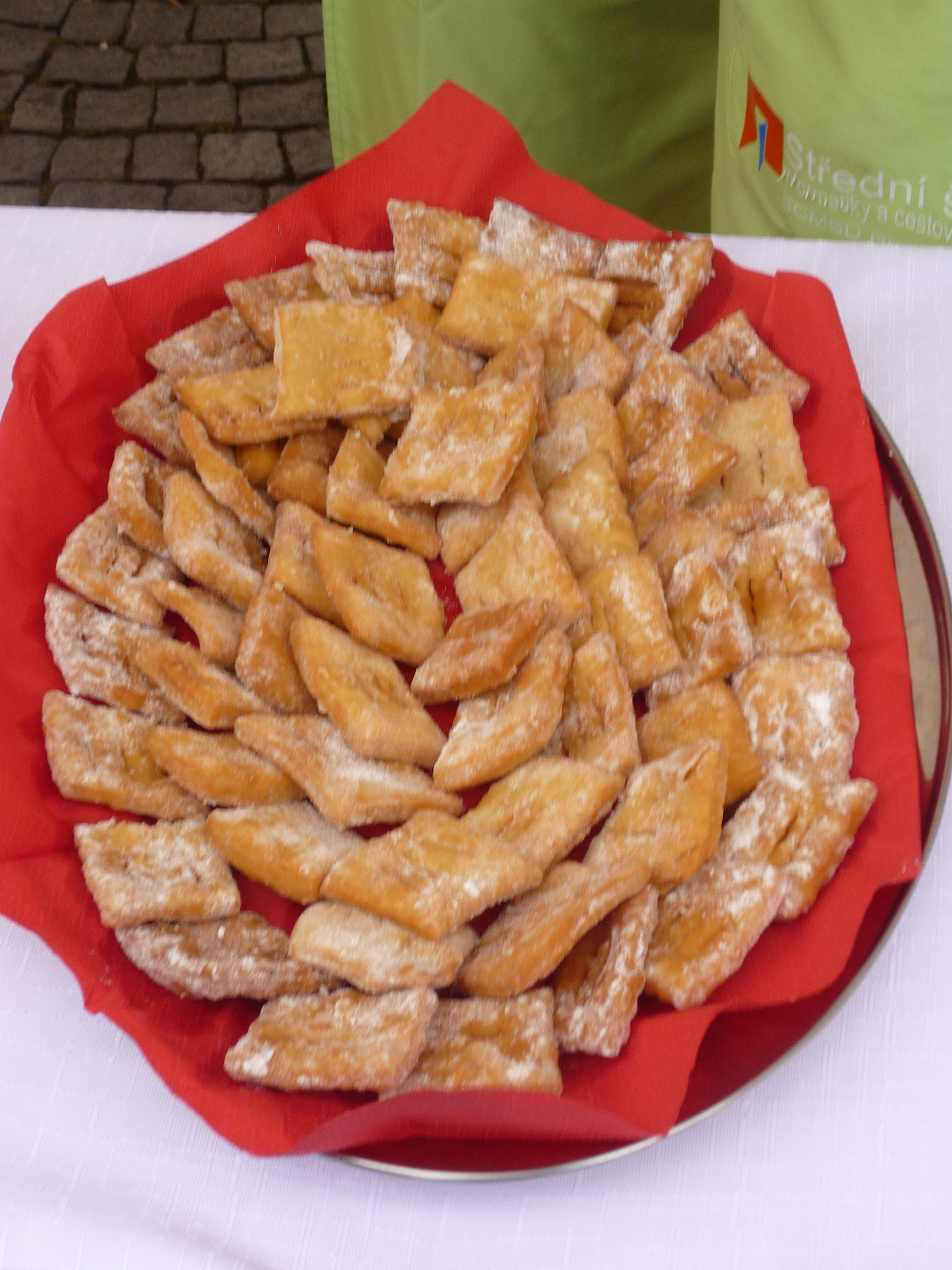
Boží milosti

Boží milosti je české velikonoční, případně masopustní, cukroví z těsta složeného z hladké mouky, másla, žloutků, citrónové kůry, smetany a bílého vína, které se následně smaží, tradičně na sádle, a pak obaluje v moučkovém cukru. Objevuje se již v díle Magdaleny Dobromily Rettigové, kde je uveden také recept na růžové koblihy (Rosenkapfen) ze stejného těsta ve tvaru růžiček ozdobených zavařeným rybízem a višní.
Stejné cukroví se připravuje také ve Skandinávii. Dánsky a islandsky se nazývá klejne, zatímco švédsky klenät, a tyto názvy vychází z výrazu klenodium „klenot, malá věc velké hodnoty“. V Norsku se nazývá fattigmann „chudý člověk“, přičemž stejný význam může mít i švédské klenät. Podle norského receptu se připravují z mouky, cukru, šlehačky, vajec, brandy a kardamomu. Těsto se krájí do tvaru diamantů a smaží v horkém sádle. V Polsku jsou známy zase chruściki připravované o masopustu a v Spojených státech angel wings „andělská křídla“. Podobné jsou také španělské churros z odpalovaného těsta smažené v oleji.